# Charles Barrington

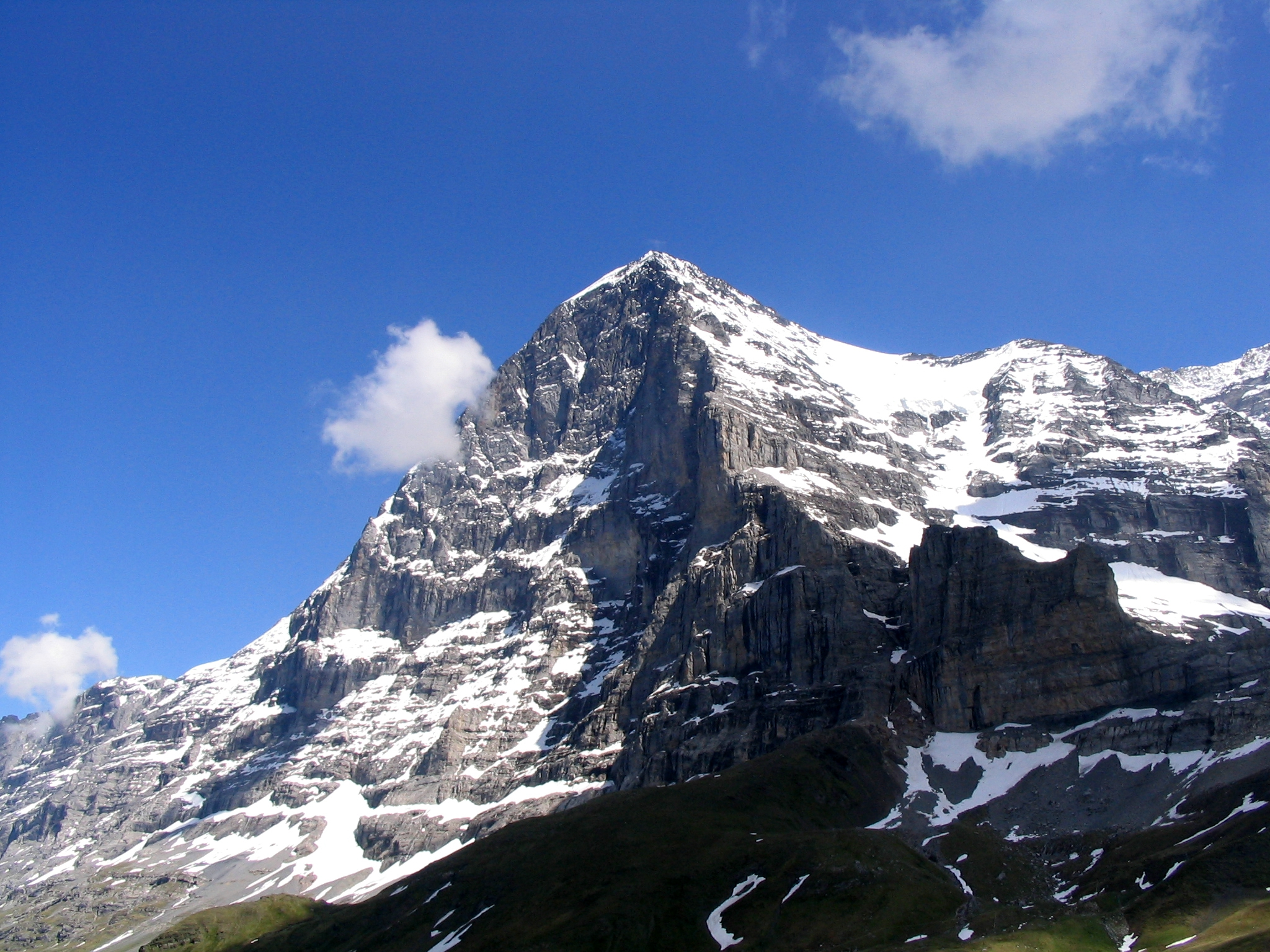
Eiger (3.970 m)

Charles Barrington (ur. w 1834 w Bray, zm. 20 kwietnia 1901) – irlandzki handlarz, który praktycznie nie miał doświadczenia we wspinaczce wysokogórskiej, mimo to stał się sławny po tym jak w 1858 r. został jednym z pierwszych zdobywców sławnego szczytu szwajcarskiego Eiger. Dokonał tego wraz z Christianem Almerem i Peterem Bohrenem. Heinrich Harrer w swojej książce "Biały Pająk" (z 1959) napisał, że Barrington chciał zamiast wejścia na Eiger dokonać pierwszego wejścia na Matterhorn, ale nie miał środków, by dotrzeć do Zermatt (Valais), gdzie leży ta góra. Z pomocą dwóch przewodników, Almera i Bohrena, wszedł na Eiger od strony zachodniej.
Charles Barrington powrócił później do Irlandii. Nigdy więcej nie zawitał w Alpy.
Zorganizował pierwszy irlandzki wyścig górski w 1870 r.